# Liquidación bruta en tiempo real
Los sistemas de liquidación bruta en tiempo real (LBTR) son sistemas de transferencia electrónica de fondos especializados en los que la transferencia de dinero o valores se realiza de un banco a cualquier otro banco en «tiempo real» y sobre una base «bruta». Liquidación en «tiempo real» significa que una transacción de pago no está sujeta a ningún período de espera, y las transacciones se liquidan tan pronto como se procesan. «Liquidación bruta» significa que la transacción se liquida una a una, sin necesidad de compensación previa de operaciones. «Liquidación» significa que una vez procesados, los pagos son definitivos e irrevocables. 

## Historia
Hacia 1985, tres bancos centrales contaban con sistemas LBTR, mientras que a finales de 2005, 90 bancos centrales disponían de sistemas LBTR.
El primer sistema que tenía los atributos de un sistema LBTR fue el sistema Fedwire de Estados Unidos, lanzado en 1970. Se basaba en un método anterior de transferir fondos electrónicamente entre los bancos de la reserva federal de Estados Unidos a través del telégrafo. Reino Unido y Francia desarrollaron de forma independiente sistemas tipo LBTR en 1984. El sistema del Reino Unido fue desarrollado por la Bankers Clearing House en febrero de 1984 y se llamó CHAPS. El sistema francés se llamó SAGITTAIRE. Otros países desarrollados lanzaron sistemas en los próximos años. Estos sistemas eran diversos en operación y tecnología, y eran específicos de cada país, ya que generalmente se basaban en procesos y procedimientos utilizados con anterioridad en cada país. 
En la década de 1990, las organizaciones financieras internacionales enfatizaron la importancia de los sistemas de transferencia de fondos de gran valor que los bancos utilizan para liquidar transferencias interbancarias por su propia cuenta, así como para sus clientes, como una parte clave de la infraestructura financiera de un país. En 1997, varios países, tanto dentro como fuera del Grupo de los Diez, habían introducido sistemas de liquidación bruta en tiempo real para transferencias de grandes pagos. Casi todos los países del G-10 tenían planes de poner en funcionamiento sistemas LBTR en el curso de 1997 y muchos otros países también estaban considerando la posibilidad de introducir tales sistemas.
En la quinta edición del Global Payment Systems Survey (GPSS) realizada por el Banco Mundial en 2018, un total de 120 jurisdicciones (de 125 que respondieron, equivalente al 96 por ciento) indicaron que están utilizando al menos un sistema LBTR. Como algunos sistemas LBTR son utilizados por dos o más jurisdicciones (por ejemplo, TARGET2 en la zona del euro, entre otros), el número total de sistemas LBTR notificados fue de 96.

## Operación
Los sistemas LBTR generalmente son operados por el banco central de un país, ya que se considera una infraestructura crítica para la economía de un país. Los economistas creen que un sistema nacional de pagos eficiente reduce el coste de intercambio de bienes y servicios y es indispensable para el funcionamiento de los mercados interbancario, monetario y de capital. Un sistema de pago débil puede afectar gravemente la estabilidad y la capacidad de desarrollo de una economía nacional; sus fallos pueden resultar en un uso ineficiente de los recursos financieros, una distribución desigual del riesgo entre los agentes, pérdidas reales para los participantes y pérdida de confianza en el sistema financiero y en el uso mismo del dinero.
El sistema LBTR no requiere ningún intercambio físico de dinero; el banco central realiza ajustes en las cuentas electrónicas del Banco A y del Banco B, reduciendo el saldo en la cuenta del Banco A por el monto en cuestión y aumentando el saldo de la cuenta del Banco B en el mismo monto. El sistema LBTR es adecuado para transacciones de bajo volumen y alto valor. Reduce el riesgo de liquidación, además de brindar una imagen precisa de la cuenta de una institución en cualquier momento. El objetivo de los sistemas LBTR de los bancos centrales de todo el mundo es minimizar el riesgo de liquidación en los sistemas de pagos electrónicos de alto valor. En un sistema LBTR, las transacciones se liquidan en cuentas mantenidas en un banco central sobre una base bruta continua. La compensación es inmediato, definitivo e irrevocable. Se eliminan los riesgos crediticios por retrasos en la liquidación. El mejor sistema de pago nacional LBTR cubre hasta el 95% de las transacciones de alto valor dentro del mercado monetario nacional. 
Los sistemas LBTR son una alternativa a los sistemas de liquidación de transacciones al final del día, también conocido como sistema de liquidación neta, como por ejemplo el sistema BACS en el Reino Unido. En un sistema de liquidación neta, todas las transacciones interinstitucionales durante el día se acumulan y, al final del día, el banco central ajusta las cuentas de las instituciones por los saldos netos de estas transacciones. 
El Banco Mundial ha estado prestando cada vez más atención al desarrollo del sistema de pagos como un componente clave de la infraestructura financiera de un país y ha proporcionado diversas formas de asistencia a más de 100 países. La mayoría de los sistemas LBTR existentes son seguros y se han diseñado en torno a las mejores prácticas y estándares internacionales.
Hay varias razones para que los bancos centrales adopten el sistema LBTR. Primero, la decisión se ve influenciada por la presión competitiva de los mercados financieros globales. En segundo lugar, es más beneficioso adoptar un sistema LBTR al permitir acceder a un esquema amplio de sistemas LBTR de otros países. En tercer lugar, es muy probable que el conocimiento adquirido a través de las experiencias con los sistemas LBTR se extienda a otros bancos centrales y les ayude a tomar su decisión de adopción. Cuarto, los bancos centrales no necesariamente tienen que instalar y desarrollar LBTR ellos mismos. La posibilidad de compartir el desarrollo con proveedores que han construido sistemas LBTR en más de un país (CGI del Reino Unido con IP, CMA Small System de Suecia, JV Perago de Sudáfrica, SIA S.p.A. de Italia y Montran de Estados Unidos) presumiblemente ha reducido el coste y, por lo tanto, ha hecho posible que muchos países la adopten.

## Sistemas existentes
A continuación se muestra una lista de países y sus sistemas LBTR:
| País                   | Sistema |
| ---------------------- | --- |
| Angola                 | SPTR (en portugués: Sistema de pagamentos em tempo real; Real-time Payment System)                                                                           |
| Argentina              | MEP (Medio electrónico de pagos) |
| Azerbaiyán             | AZIPS (Azerbaijan Interbank Payment System) |
| Australia              | RITS (Reserve Bank Information and Transfer System) |
| Baréin                 | RTGS (Real Time Gross Settlement System) |
| Bangladés              | RTGS (Bangladesh Bank Payment Service Division) |
| Barbados               | Central Bank Real Time Gross Settlement System (CBRTGS) |
| Bosnia y Herzegovina   | RTGS |
| Bielorrusia            | BISS (Belarus Interbank Settlement System) |
| Bulgaria               | RINGS (Real-time Interbank Gross Settlement) |
| Brasil                 | STR (en portugués: Sistema de Transferência de Reservas) |
| Canadá                 | Ninguno. El Large Value Transfer System no es un sistema de liquidación bruta ni en tiempo real, realiza una compensación previa a la liquidación posterior. |
| China                  | China National Advanced Payment System (CNAPS) (también conocido como Super Online Banking System)                                                           |
| Chile                  | LBTR/CAS (Liquidación Bruta en Tiempo Real) |
| Croacia                | HSVP (en croata: Hrvatski sustav velikih plaćanja; Croatian Large Payment System)                                                                            |
| República Checa        | CERTIS (Czech Express Real Time Interbank Gross Settlement System)                                                                                           |
| República Dominicana   | LBTR (Liquidación Bruta en Tiempo Real) |
| Dinamarca              | KRONOS |
| Egipto                 | RTGS |
| Eurozona               | TARGET2 |
| Fiyi                   | FIJICLEAR |
| Hong Kong              | Clearing House Automated Transfer System (CHATS) |
| Hungría                | VIBER (en húngaro: Valós Idejű Bruttó Elszámolási Rendszer; Real-time Gross Settlement System)                                                               |
| Georgia                | GPSS (Georgian Payment and Securities System) |
| India                  | RTGS |
| Indonesia              | Sistem Bank Indonesia Real Time Gross Settlement (BI-RTGS)                                                                                                   |
| Irán                   | SATNA (سامانه تسویه ناخالص آنی, Real-Time Gross Settlement System)                                                                                           |
| Irak                   | RTGS (Real Time Gross Settlement System) |
| Israel                 | Zahav (en hebreo: זה"ב זיכויים והעברות בזמן אמת‎; Zahav Real-time Credits and Transfers)                                                                      |
| Japón                  | BOJ-NET (Bank of Japan Financial Network System) |
| Jordania               | RTGS-J |
| Kenia                  | Kenya Electronic Payment and Settlement System (KEPSS) |
| Corea del Sur          | BOK-WIRE+ (The Bank of Korea Financial Wire Network, 한은금융망)                                                                                             |
| Kuwait                 | KASSIP (Kuwait's Automated Settlement System for Inter-Participant Payments)                                                                                 |
| Líbano                 | BDL-RTGS (Banque Du Liban – Real Time Gross Settlement) |
| Macedonia del Norte    | MIPS (Macedonian Interbank Payment System) |
| Macao                  | RTGS |
| Malaui                 | MITASS (Malawi Interbank Settlement System) |
| Malasia                | RENTAS (Real Time Electronic Transfer of Funds and Securities)                                                                                               |
| Mauricio               | Mauritius Automated Clearing and Settlement System (MACSS)                                                                                                   |
| México                 | SPEI (Sistema de Pagos Electrónicos Interbancarios) |
| Marruecos              | SRBM (Système de règlement brut du Maroc; Moroccan Gross Settlement System)                                                                                  |
| Namibia                | NISS (Namibia Interbank Settlement System) |
| Nueva Zelanda          | ESAS (Exchange Settlement Account System) |
| Nigeria                | CIFTS (CBN Inter-Bank Funds Transfer System) |
| Pakistán               | RTGS (Real Time Gross Settlement System) |
| Paraguay               | SIPAP (Sistema de Pagos del Paraguay) |
| Perú                   | LBTR (Liquidación Bruta en Tiempo Real) |
| Filipinas              | PhilPaSS |
| Polonia                | SORBNET and SORBNET2 |
| Catar                  | Qatar Payment System (QPS) |
| Rusia                  | BESP System (Banking Electronic Speed Payment System) |
| Rumania                | ReGIS |
| Arabia Saudita         | Saudi Arabian Riyal Interbank Express (SARIE) |
| Singapur               | MEPS+ (MAS Electronic Payment System Plus) |
| Sudáfrica              | SAMOS (The South African Multiple Option Settlement) |
| Sri Lanka              | LankaSettle (RTGS/SSSS) |
| Suecia                 | RIX (en sueco: Riksbankens system för överföring av kontoförda pengar)                                                                                       |
| Suiza                  | SIC (Swiss Interbank Clearing) |
| Taiwán                 | CIFS (CBC Interbank Funds Transfer System) |
| Tanzania               | Tanzania Interbank Settlement (TIS) |
| Tailandia              | BAHTNET (Bank of Thailand Automated High Value Transfer Network)                                                                                             |
| Turquía                | EFT (Electronic Fund Transfer) |
| Ucrania                | SEP (System of Electronic Payments of the National Bank of Ukraine)                                                                                          |
| Reino Unido            | CHAPS (Clearing House Automated Payment System) |
| Estados Unidos         | Fedwire |
| Uganda                 | Uganda National Interbank Settlement (UNIS) |
| Zambia                 | Zambian Interbank Payment and Settlement System (ZIPSS) |
| Zimbabue               | Zimbabwe Electronic Transfer and Settlement System (ZETSS)                                                                                                   |
| Emiratos Árabes Unidos | UAE Funds Transfer System (UAEFTS) |

En 2010, el Banco Mundial publicó un informe sobre los sistemas de pago en todo el mundo, que investigó el uso de estos países de los sistemas de liquidación bruta en tiempo real para pagos de gran valor.